# Лісівщинська сільська рада
Лісівщинська сільська рада — колишня адміністративно-територіальна одиниця та орган місцевого самоврядування у Фасівському, Коростенському (Ушомирському) районах і Коростенській міській раді Київської й Житомирської областей Української РСР та України з адміністративним центром у с. Лісівщина.

## Населені пункти
Сільській раді були підпорядковані населені пункти:
- с. Лісівщина
- с. Лісобуда
- с. Мойсіївка

## Населення
Кількість населення ради, станом на 1923 рік, становила 3 167 осіб, кількість дворів — 312.
Відповідно до результатів перепису населення СРСР, кількість населення ради, станом на 12 січня 1989 року, становила 1 231 особу.
Станом на 5 грудня 2001 року, відповідно до перепису населення України, кількість мешканців сільської ради становила 905 осіб.

## Склад ради
Рада складалася з 14 депутатів та голови.

### Керівний склад сільської ради
| ПІБ                     | Основні відомості                                                                         | Дата обрання | Дата звільнення |
| ----------------------- | ----------------------------------------------------------------------------------------- | ------------ | --------------- |
| Ткач Валентина Петрівна | Сільський голова, 1953 року народження, освіта, член Народно-демократичної партії України | 26.03.2006   | 31.10.2010      |
| Ткач Валентина Петрівна | Сільський голова, 1953 року народження, освіта середня спеціальна, позапартійна           | 31.10.2010   | 31.03.2014      |

Примітка: таблиця складена за даними джерела

## Історія
Створена 1923 року в складі с. Лісівщина та колоній Лісівщинська Буда (Лісобуда) і Лісівщина Ушомирської волості Коростенського повіту Волинської губернії. 12 січня 1924 року, відповідно до рішення Волинської ГАТК (протокол № 6/1 «Про зміни в межах округів, районів і сільрад»), кол. Лісівщина передано до складу новоствореної Веселівської німецької національної сільської ради Коростенського (згодом — Ушомирський) району. 30 жовтня 1924 року, відповідно до рішення Волинської ГАТК (протокол № 11/6 «Про виділення та організацію національних сільрад»), кол. Лісівщинська Буда передано до складу новоствореної Мойсіївської німецької національної сільської ради Фасівського району.
Станом на 1 вересня 1946 року сільська рада входила до складу Коростенського району Житомирської області, на обліку в раді перебувало с. Лісовщина.
11 серпня 1954 року, відповідно до указу Президії Верховної ради Української РСР «Про укрупнення сільських рад по Житомирській області», до складу ради включено села Іванівка, Мойсіївка, Лісобуда та Ковалівщина ліквідованих Іванівської і Мойсіївської сільських рад Коростенського району. 16 червня 1969 року, відповідно до рішення Житомирського ОВК № 282 «Про зміни в адміністративно-територіальному поділі деяких населених пунктів Коростенського і Чуднівського районів», с. Іванівка передане до складу новоствореної Розівської сільської ради, с. Ковалівщина — до складу Ковалівської сільської ради Коростенського району.
На 1 січня 1972 року сільська рада входила до складу Коростенського району Житомирської області, на обліку в раді перебували села Лісівщина, Лісобуда та Мойсіївка.
Припинила існування 4 грудня 2018 року через приєднання до складу Ушомирської сільської територіальної громади Коростенського району Житомирської області.
Входила до складу Фасівського (7.03.1923 р.), Коростенського (Ушомирського, 23.09.1925 р., 28.02.1940 р.) районів та Коростенської міської ради (1.06.1935 р.).